# أنكال (أنكال)
أنكال هي إحدى مشيخات المملكة المغربية، تتبع جغرافيا لإقليم الحوز وإداريًا لأنكال. يقدر عدد سكانها بـ 4169 نسمة حسب الإحصاء الرسمي للسكان والسكنى لسنة 2004.